# Dance in the Dark
"Dance in the Dark"는 미국의 가수 레이디 가가의 앨범 The Fame Monster의 네번째 싱글이다.

## 트랙 리스트
디지털 다운로드
1. "Dance in the Dark" – 4:49